# Ryūta Sasaki
Ryūta Sasaki (jap. 佐々木 竜太 Sasaki Ryūta; ur. 7 lutego 1988) – japoński piłkarz występujący na pozycji napastnika.

## Kariera klubowa
Od 2006 do 2012 roku występował w klubach Kashima Antlers, Japan Soccer College, Shonan Bellmare i Tochigi SC.